# Combretum nusbaumeri
Combretum nusbaumeri är en tvåhjärtbladig växtart som beskrevs av Jongkind och L.Gaut.. Combretum nusbaumeri ingår i släktet Combretum och familjen Combretaceae. Inga underarter finns listade i Catalogue of Life.